# Augusto d’Halmar

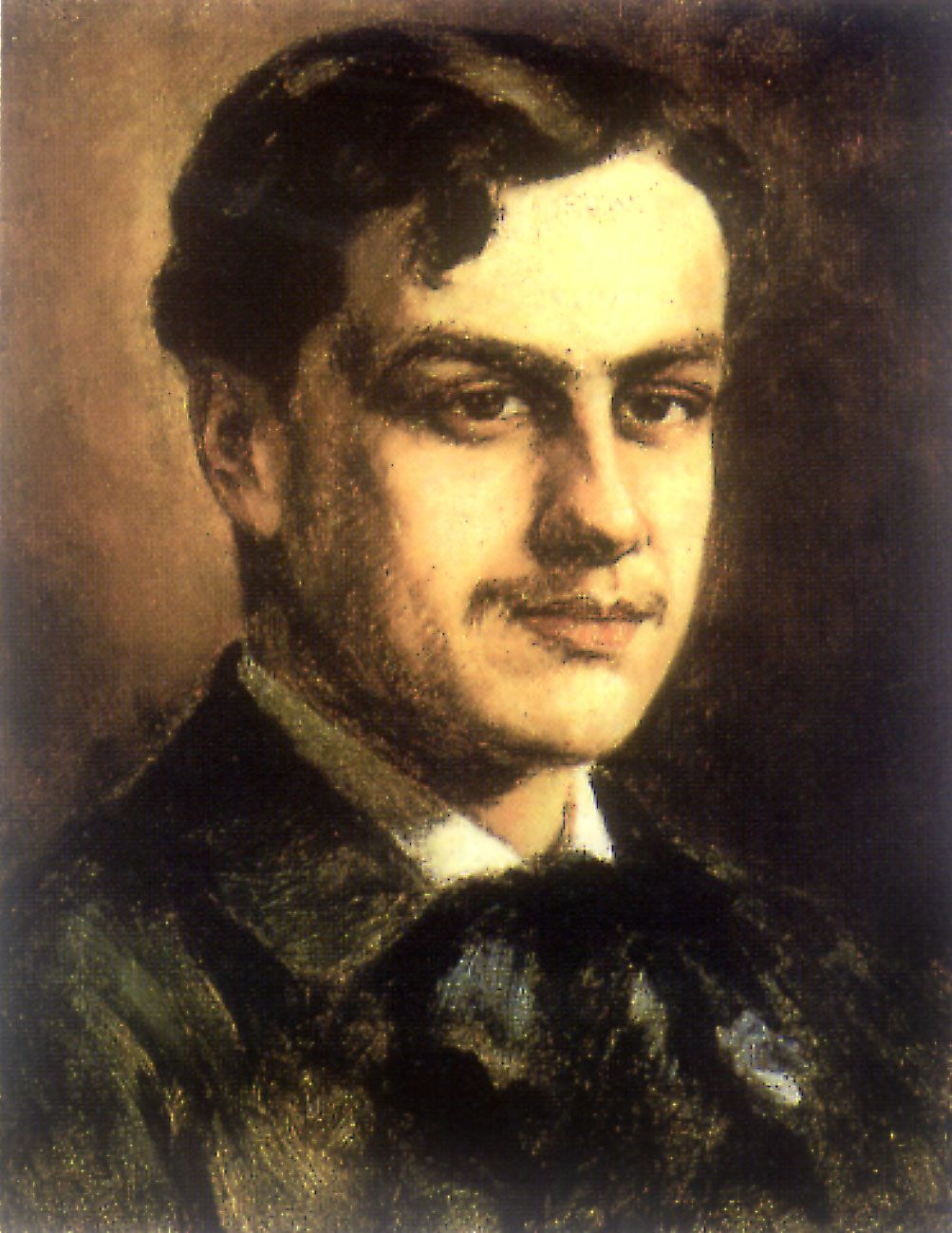
Porträt d’Halmars von Juan Francisco González

Augusto Goemine Thomson, bekannter als Augusto d’Halmar (* 23. April 1882 in Santiago de Chile; † 27. Januar 1950) war ein chilenischer Schriftsteller. Er war ein Vertreter des Naturalismus. Ihm wurde 1934 der Premio Atenea und 1942 der Premio Nacional de Literatura de Chile verliehen.

## Leben

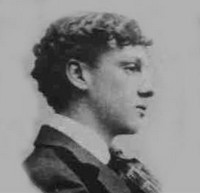
Porträt von Augusto d’Halmar (1894)

Augusto d’Halmar wurde als Sohn eines französischen Seefahrers und einer Chilenin geboren. Sein Vater verließ seine Mutter schon vor seiner Geburt. Als er zehn Jahre alt war, starb seine Mutter.
1899 verließ er die Schule und widmete sich der Schriftstellerei. Sein Pseudonym d’Halmar übernahm er von einem Urgroßvater schwedischer Herkunft.
Ab 1900 war er als Redakteur bei der Zeitschrift Luz y Sombra tätig, später bei verschiedenen anderen Zeitschriften. Mit 20 Jahren veröffentlichte er seinen ersten Roman, Juana Lucero, die Geschichte einer Frau in dem Bohème-Viertel Yungay, wo er selbst wohnte.
Mit Fernando Santiván und anderen Autoren gründete er 1904 die Colonia Tolstoiana im Süden Chiles, wo sie nach dem Vorbild Tolstois frei von den Zwängen der Zivilisation, einfach und natürlich leben wollten. Obwohl das Experiment fehlschlug, hatte es großen Einfluss auf die chilenischen Autoren dieser Jahre.
Augusto d’Halmar wurde Sekretär des Außenministers Federico Puga Borne, von dem er zum chilenischen Generalkonsul in Kalkutta (Britisch-indien) (1907 bis 1909) und Peru (bis 1915) ernannt wurde. Im Anschluss lebte er mehrere Jahre in Spanien, wo er rege literarisch tätig war.
1950 starb d’Halmar. Seine Grabinschrift lautet: No vi nada, sino el mundo; nada me pasó, sino la vida.

## Schriften
- Juana Lucero, Roman (1902); 1934 neu veröffentlicht als La Lucero
- Vía crucis (1906)
- Al caer la tarde, Theaterstück (1907)
- La lámpara en el molino, Roman (1914)
- Los Alucinados, Roman (1917)
- La Gatita, Novelle (1917)
- La sombra del humo en el espejo, Roman (1918)
- Nirvana, Gedichte (1918)
- Mi otro yo, Gedichte (1920)
- Cuatro evangélicos en uno (1922)
- Vía Crucis (1923)
- Pasión y muerte del cura Deusto (1924)
- La Mancha de Don Quijote (1934)
- Capitanes sin barco, tres novelas, Gedichte (1934)
- Catita y otras narraciones, cuentos (1935)
- Amor, cara y cruz, novela y cuentos (1935)
- Lo que no se ha dicho sobre la actual revolución española, Gedichte (1936)
- Rubén Darío y los americanos en París (1941)
- Palabras para canciones, Gedichte (1942)
- Mar, novela poemática (1945)
- Carlos V en Yuste y Castilla (1945)
- Cristián y yo, cuentos (1946)
- Los 21, Essay (1948)
- Cursos de oratoria (1949)
- Recuerdos olvidados, Erinnerungen (postum) (1975)